# William von Brincken

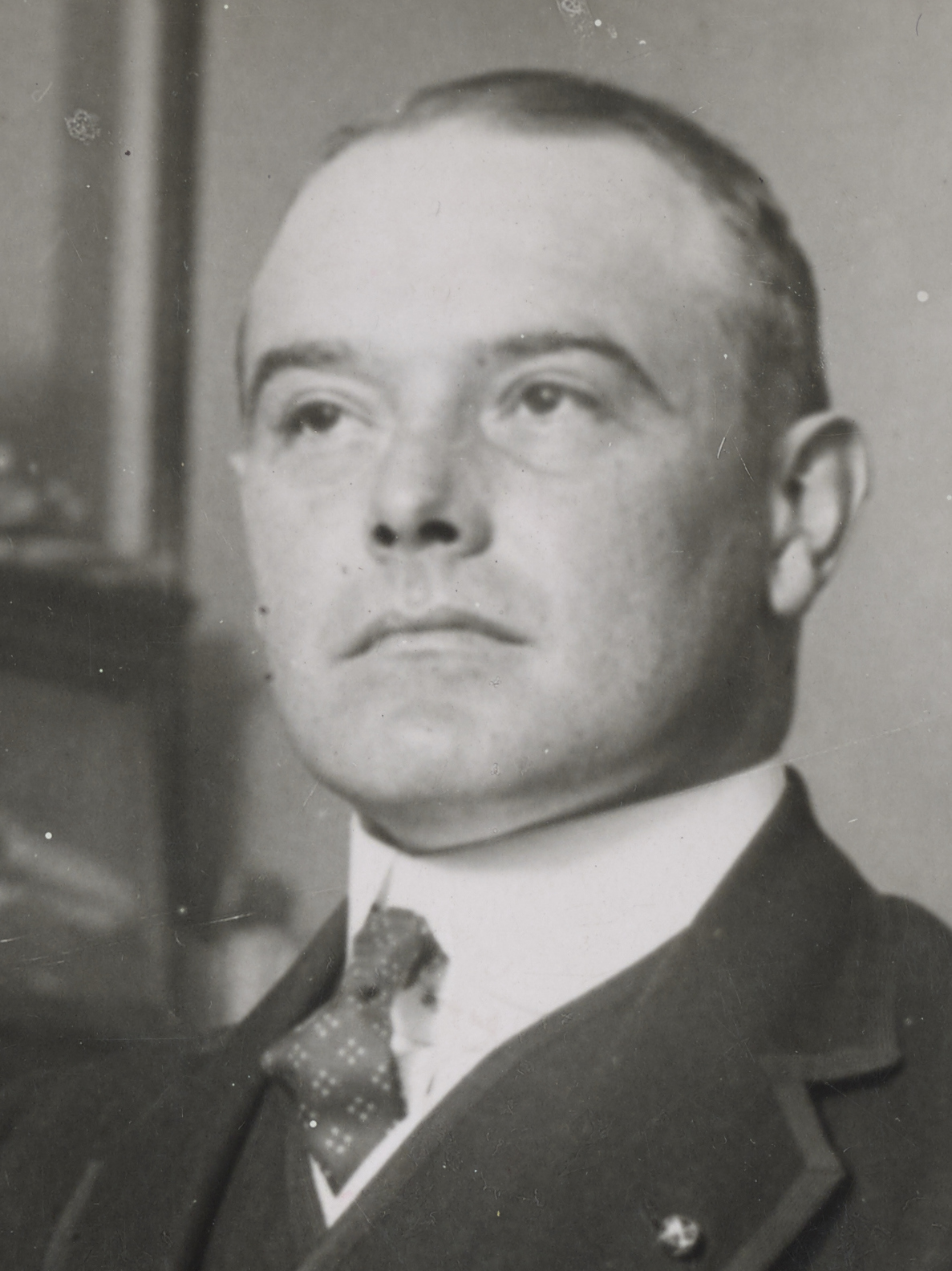
William von Brincken (1917–1918)

William Ferdinand von Brincken, eigentlich Wilhelm von den Brincken, auch Roger Beckwith und William Vaughn (* 27. Mai 1881 in Flensburg, Deutsches Reich; † 18. Januar 1946 in Los Angeles, Kalifornien, USA) war ein aus Deutschland stammender Schauspieler beim US-amerikanischen Film.

## Leben
Wilhelm Ferdinand von den Brincken hatte in Straßburg die Universität besucht und eine militärische Ausbildung als Kavallerieoffizier absolviert. Anschließend führte er ein Abenteurerdasein, das ihn bis nach Afrika, wo er sich als Großwildjäger betätigte, brachte. 
Am 31. Juli 1910 schiffte sich Brincken in Hamburg mit der 'Graf Waldersee' nach New York ein, wo er zwei Wochen später erstmals amerikanischen Boden betrat. Unmittelbar darauf ließ er sich in Kalifornien nieder. Hier bewirtschaftete er eine Ranch. Spätestens ab 1915 wurde er als Gehilfe eines Militärattachés in Spionage- und Attentatspläne verwickelt. Er nannte sich nunmehr viele Jahre lang Roger Beckwith und beantragte am 5. Mai 1920 in seiner neuen Heimatstadt San Francisco die US-amerikanische Staatsbürgerschaft, die er zehn Jahre später, am 12. Dezember 1930 erhalten sollte.
Zwischendurch hatte Brincken erste Kontakte zur Filmbranche geknüpft, zunächst als technischer Berater, seit Mitte der 20er Jahre auch als Schauspieler in Inszenierungen Erich von Stroheims. William von Brincken wurde rasch auf das Klischee des deutschen Soldaten und schnarrenden Offiziers festgelegt. Er spielte fortan überwiegend Chargen, oftmals in zweit- und drittklassigen Filmen. Typische Brincken-Charaktere – mit Schmiss im Gesicht und zackigem Habitus  – waren beispielsweise der Fliegerbaron von Richthofen in Howard Hughes’ Höllenflieger, der schurkische Colman-Gegenspieler Kraftstein in Der Gefangene von Zenda, der Wehrmachtshauptmann von Eichen in Ich war ein Spion der Nazis sowie der U-Boot-Kommandant und Jäger Humphrey Bogarts in dem propagandistischen Weltkriegsdrama Einsatz im Nordatlantik – eine Rolle, die von Brincken auf Deutsch sprach. In einigen seiner späten Filme nannte er sich William Vaughn.
Nach einer schweren Erkrankung zog sich Brincken 1944 ins Privatleben zurück. Aus einer früh geschiedenen Ehe mit der zwanzig Jahre jüngeren US-Amerikanerin Bertie Mae gingen die in San Francisco geborenen Kinder Milo (* 1916) und John (* 1918) hervor. Seine zweite, 24 Jahre jüngere Ehefrau Margaret heiratete er im Oktober 1928.

## Filmografie (Auswahl)
- 1925: Die lustige Witwe (The Merry Widow)
- 1926: The Prince of Pilsen
- 1926/27: Der Hochzeitsmarsch (The Wedding March)
- 1928/29: Queen Kelly (unvollendet)
- 1929: Die Flucht von der Teufelsinsel (Condemned)
- 1929: General Crack
- 1928–30: Höllenflieger (Hell's Angels)
- 1930: Mamba
- 1930: Three Faces East
- 1931: Alles für dein Glück (Possessed)
- 1931: The Unholy Garden
- 1931: Surrender
- 1931: Command Performance
- 1932: Six Hours to Live
- 1932: Das Rätsel einer Nacht (Night Club Lady)
- 1932: A Passport to Hell
- 1933: Shanghai Madness
- 1933: Die Hölle aus Stahl (Hell Below)
- 1934: Schrei der Gehetzten (Viva Villa!)
- 1934: King Kelly of the U.S.A.
- 1934: The Gay Bride
- 1934: Crimson Romance
- 1934: Gefährliche Grenze (Fugitive Road)
- 1935: Flirting With Danger
- 1935: The Melody Lingers On
- 1936: Draculas Tochter (Dracula’s Daughter)
- 1936: 1918, der Friede brach aus (They Gave Him a Gun)
- 1937: Charlie Chan bei den Olympischen Spielen (Charlie Chan at the Olympics)
- 1937: Das Leben des Emile Zola (The Life of Emile Zola)
- 1937: Espionage
- 1937: Der Gefangene von Zenda (The Prisoner of Zenda)
- 1937: Mr. Moto und der China-Schatz (Thank You, Mr. Moto)
- 1938: Scotland Yard auf falscher Spur (Bulldog Drummond in Africa)
- 1938: The Mexicali Kid
- 1938: International Crime
- 1938: Ich war ein Spion der Nazis (Confessions of a Nazi Spy)
- 1939: Conspiracy
- 1939: Navy Secrets
- 1939: Panama Patrol
- 1939: Paul Ehrlich – Ein Leben für die Forschung (Dr. Ehrlich's Magic Bullet)
- 1940: Hidden Enemy
- 1940: Four Sons
- 1940: So Ends Our Night
- 1941: Menschenjagd (Man Hunt)
- 1941: The Deadly Game
- 1942: Joan of Ozark
- 1942: Sabotageauftrag Berlin (Desperate Journey)
- 1942: Es waren einmal Flitterwochen (Once Upon a Honeymoon)
- 1942: Tarzan und die Nazis (Tarzan Triumphs)
- 1942: Einsatz im Nordatlantik (Action in the North Atlantic)
- 1942: Spion im Orientexpress (Background to Danger)
- 1943: Secret Service in Darkest Africa
- 1943: Around the World
- 1944: The Hitler Gang